# وسام بلايا خيرون الوطني
وسام بلايا خيرون هو نظام وطني يمنحه مجلس الدولة الكوبي للكوبيين أو الأجانب لقيادتهم في النضال ضد الامبريالية، والاستعمار، والاستعمار الجديد، أو الذين ساهموا في السلام وتقدم البشرية. تأسس في عام 1961 وسمي على اسم بلايا جيرون (شاطئ جيرون)، موقع النصر الكوبي في غزو خليج الخنازير.

## الوصف

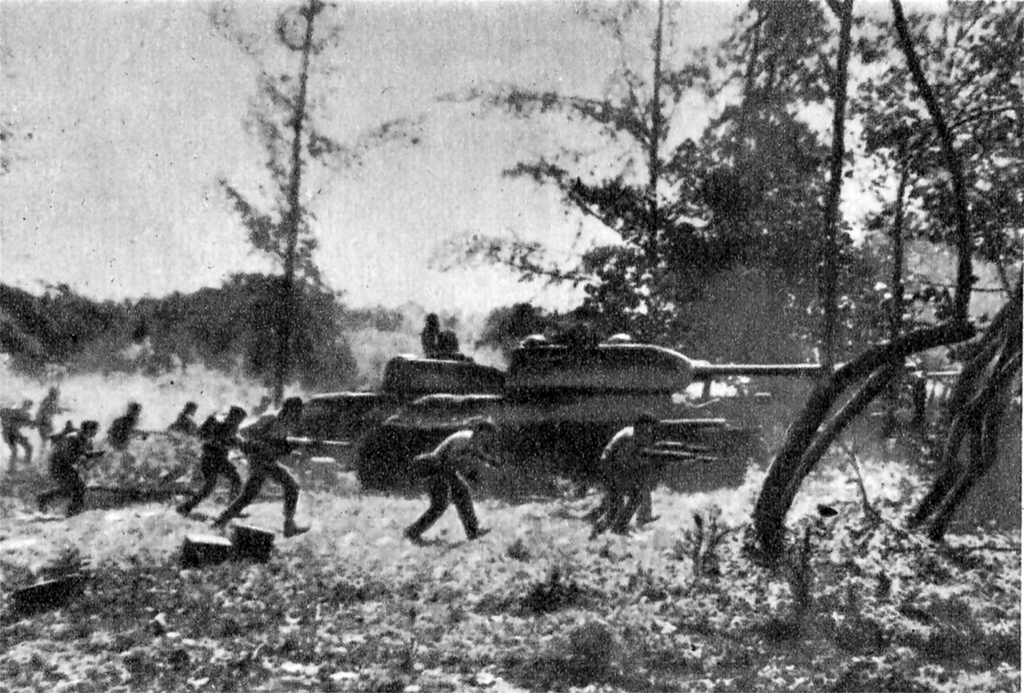
هجوم مضاد شنته القوات المسلحة الثورية الكوبية بدعم من دبابات تي-34 بالقرب من بلايا جيرون خلال غزو خليج الخنازير، 19 أبريل 1961.

يأخذ الترتيب شكل ميدالية ذهبية مع دبوس وشريط. وجه الميدالية يصور جنديًا في موقف قتالي، بإحدى قدميه على الأرخبيل الكوبي والأخرى على البر الرئيسي لأمريكا الشمالية. تضمنت الإصدارات السابقة الشعار الكوبي، (الوطن أو الموت)، بينما تضمنت الإصدارات اللاحقة الألوان الكوبية أعلاه، وإكليل من الزهور أدناه، والكلمات «وسام بلايا جيرون»(وسام بلايا خيرون). يصور الوجه الخلفي شعار النبالة لكوبا والعبارة «مجلس الدولة» و «جمهورية كوبا».

## المستلمون
أول من حصل على الجائزة كان رائد الفضاء يوري جاجارين، الذي افر إلى كوبا لتسلم الجائزة في 26 يوليو / تموز 19611 يوم التمرد الوطني، ن الرئيس أوزفالدو دورتيكوس تورادو، بعد أكثر من ثلاثة أشهر بقليل من أن يصبح أول إنسان في الفضاء..
يحصل جميع الحاصلين على بطل جمهورية كوبا أيضًا على وسام شاطئ خيرون.. وقد شمل المستفيدون شخصيات دولية بارزة بما في ذلك ليونيد بريجنيف، ياسر عرفات، أنجيلا ديفيس ونيلسون مانديلا، بالإضافة إلى عدد من رواد الفضاء الآخرين والقادة العسكريين السوفييت، ومقاتلي الاستقلال.

## قائمة المستفيدين
1. يوري جاجارين رائد الفضاء السوفيتي (26 يوليو 1961)
2. أنجيلا ديفيس، ناشطة سياسية أمريكية (1972)
3. سامورا ماشيل، رئيس موزمبيق (أكتوبر 1973) [2]
4. فالنتينا تيريشكوفا، رائدة فضاء سوفياتية (29 آذار / مارس 1974)[6]
5. ياسر عرفات رئيس السلطة الوطنية الفلسطينية (تشرين الثاني 1974)[2]
6. ليونيد بريجنيف، الأمين العام للحزب الشيوعي للاتحاد السوفيتي (1976)
7. سالم ربيع علي، رئيس دولة جمهورية اليمن الديمقراطية الشعبية (اليمن الجنوبي) (1977)[7]
8. رافائيل كانسل ميراندا، مناضل بورتوريكو من أجل الاستقلال (1979)[8]
9. لوليتا ليبرون، مناضلة بورتوريكو من أجل الاستقلال (1979)[8]
10. إيرفين فلوريس، مناضل بورتوريكو من أجل الاستقلال (1979))[8]
11. أوسكار كولازو، مناضل بورتوريكو من أجل الاستقلال (1979))[8]
12. أندريس فيغيروا كورديرو، مناضل بورتوريكو من أجل الاستقلال (1979، بعد وفاته)[8]
13. يوري رومانينكو، رائد فضاء سوفيتي (1980)[9]
14. أرنالدو تامايو مينديز، رائد فضاء كوبي (1980)[9]
15. ليونيد بوبوف، رائد فضاء سوفيتي (1980)
16. فلاديمير شاتالوف، رائد فضاء سوفيتي (1980)
17. نيلسون مانديلا، سجين سياسي من جنوب إفريقيا (1984)[10]
18. أوليفر تامبو، ناشط جنوب أفريقي مناهض الفصل العنصري (24 مارس 1986)[11]
19. سيرجي سوكولوف، القائد السوفيتي (1986)
20. فاليري ريومين، رائد الفضاء السوفيتي
21. الكوبيين الخمسة، وضباط الاستخبارات الكوبيين جيراردو هيرنانديز، رامون لابانينو، أنطونيو غيريرو، رينيه غونزاليز وفرناندو غونزاليس. مُنحت في عام 2001 وقدمت عند إطلاق سراحهم من السجن في عام 2015.[12]
22. إنريكي كاريراس رولاس، جندي كوبي (2001)[2]
23. لازارو كارديناس، رئيس المكسيك [2]
24. بيدرو ميريت، جندي كوبي (2001)[2]
25. خوليو كاساس ريغيرو، جندي كوبي (أبريل 2001)[2]
26. فيكتور كوليكوف، القائد الأعلى لحلف وارسو (2006)[2]
27. روماريكو سوتومايور غارسيا، جندي كوبي (2015)[13]